# به رضایت اعلی‌حضرت

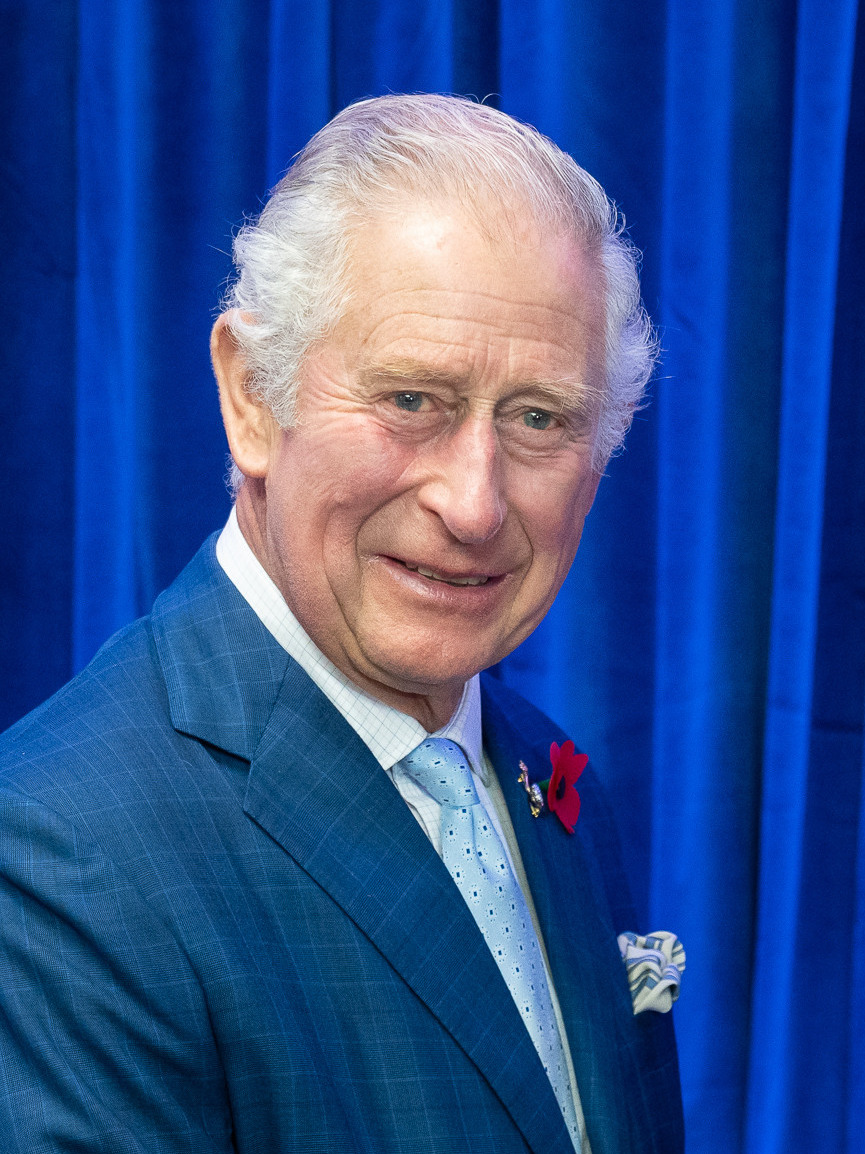
پرترهٔ شاه چارلز سوم (۲۰۲۱). در بریتانیا، همهٔ اقتدار مشروع دولت از تاج نشان می‌گیرد.

به رضایت اعلی‌حضرت/علیاحضرت (یا به خواست پادشاه/ملکه) (به انگلیسی: At His/Her Majesty's pleasure)، یک لفظ فنی حقوقی است که بر اساس این مفهوم است که همه اقتدار مشروع دولت از تاج نشات می‌گیرد. این لفظ که منشاء آن بریتانیا است، اکنون در همه قلمروی همسود به کار می‌رود.

## خدمت به تاج
به افرادی که توسط پادشاه یا ملکه برای خدمت به تاج منصوب می‌شوند و هیچ محدودیت زمانی برای تصدی منصبشان ندارد مانند فرمانداران کل و وزرای تاج، گفته می‌شود به رضایت اعلی‌حضرت/علیاحضرت خدمت می‌کنند. در کانادا فرمانداران کل توسط نماینده فدرال پادشاه یا ملکه کانادا یعنی فرماندار کل، منصوب می‌شوند؛ بنابراین طبق لایحه قانون اساسی ۱۸۶۷ گفته می‌شود آنان منصبشان را «به رضایت فرماندار کل» در اختیار دارند.